# Internationale Christliche Botschaft Jerusalem

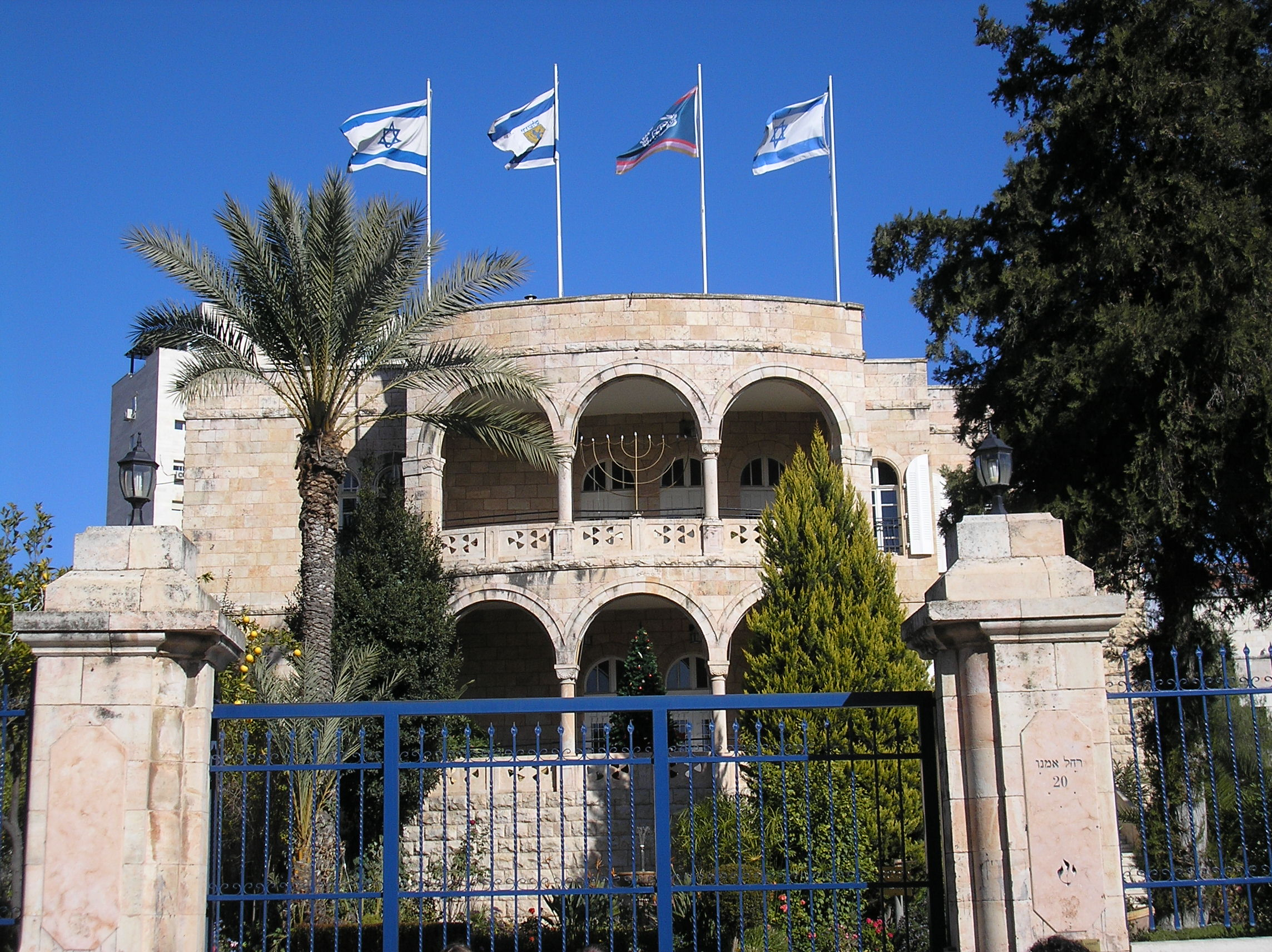
Villa Sherkessi in Katamon, südlich der Stadtmitte in Jerusalem, Sitz der Internationalen Christlichen Botschaft Jerusalem

Die Internationale Christliche Botschaft Jerusalem (hebräisch השגרירות הנוצרית הבין-לאומית ירושלים Ha-Schagrīrūt ha-Nōtzrīt ha-Bejn-Lə'ummīt Jərūschalajim, englisch International Christian Embassy Jerusalem, ICEJ) ist eine dem Christlichen Zionismus zuzurechnende evangelikale Organisation, die 1980 in Jerusalem gegründet wurde und derzeit in rund 60 Staaten mit regionalen Vereinen oder Zweigstellen vertreten ist. Ihre Hauptziele sind die Förderung der Solidarität aller Christen weltweit mit Israel und den Juden, die international umstrittene „Heimholung“ der Juden aus der Diaspora nach Israel und die finanzielle Förderung von Projekten, hauptsächlich für Opfer des Holocaust, in Israel und unter jüdischen Einwanderern. Dazu kommen zahlreiche organisierte Reisen nach Israel, die die Verbundenheit der Christen mit Israel fördern sollen.

## Geschichte
Ihre geschichtlichen Wurzeln sieht die Organisation in den 1970er Jahren, als bei Christen das Bewusstsein für das „Volk Israel und seine prophetische Rolle in der Neuzeit“ in den Blickpunkt des Interesses gerückt sei. Als im Sommer 1980 Jerusalem vom israelischen Parlament durch das Jerusalemgesetz zur ewigen ungeteilten Hauptstadt Israels erklärt wurde, führte dies zu internationalen Protesten und zur Schließung von 13 Botschaften in Jerusalem. Etwa 1000 Christen aus aller Welt solidarisierten sich daraufhin mit Israel und nahmen am Laubhüttenfest teil. Bereits ein Jahr zuvor wurden internationale Reisen dorthin organisiert.
Der Verein wurde im September 1980 von evangelikalen Christen in Jerusalem gegründet, um ihre Unterstützung für den Staat Israel und das jüdische Volk zum Ausdruck zu bringen.
Während des Golfkriegs 1991 organisierte der ICEJ in Zusammenarbeit mit dem Bürgermeister von Ramat Gan Hilfe für 280 Opfer des Golfkriegs. Über das israelische Fernsehen wurde die Öffentlichkeit auf die Aktivitäten des Vereins und die Teilnehmer am Laubhüttenfest aus 70 Nationen aufmerksam. Rund 50 Mitarbeiter waren zu dieser Zeit in Jerusalem tätig. Es folgte mit dem Exobus-Programm die finanzielle und logistische Unterstützung jüdischer Auswanderer aus Nachfolgestaaten der Sowjetunion. Über acht Jahre hinweg wurden für dieses Projekt rund 50 Flüge organisiert und aus Spenden finanziert. Durch den Knesset-Award im Jahr 1991 gewann die Vereinsarbeit an Reputation innerhalb Israels und in der jüdischen Diaspora.
Einige Mitglieder des Vereins nahmen an der Operation Salomon des israelischen Militärs teil, als sie im Mai 1991 äthiopische Juden aufnahm und sich an der Finanzierung von zwei Tukuls (Äthiopische Begegnungszentren) in Bet Sche’an beteiligte. Im selben Jahr eskalierte der Transnistrien-Konflikt. 400 jüdische Flüchtlinge wurden im Rahmen der Exobus-Aktion in Sicherheit gebracht. Im Juni 2007 folgten weitere 37 sudanesische Flüchtlinge und 2011 weitere Hilfen für äthiopische Flüchtlinge.
Im Jahr 2000, als sich Israel aus dem Südlibanon zurückzog, half die ICEJ Flüchtlingen mit Babybekleidung und Hygieneprodukten.
2003 wurde das Grafted department gegründet. Es organisiert für junge Erwachsene Arbeitsprojekte in Israel, zusammen mit der Beteiligung am Laubhüttenfest und an Studienreisen in Israel.
Seit 2004 beteiligt sich der Verein an der „Europäischen Koalition für Israel“, einer Lobbygruppe im Europäischen Parlament, die in Brüssel während einer Sonderkonferenz über Antisemitismus zusammen mit dem Europäischen Jüdischen Kongress gegründet wurde.
Seit 2006 besteht eine Partnerschaft mit Yad Vashem mit dem Ziel, den Antisemitismus zu bekämpfen. Im selben Jahr wurde eine Partnerschaft mit der englischsprachigen Jerusalemer Tageszeitung The Jerusalem Post geschlossen, um ein internationales christliches Monatsmagazin herauszugeben. Im selben Jahr wurde die Zahl von 100.000 jüdischen Einwanderern erreicht (das sind rund 10 Prozent aller nach Israel eingewanderten Juden), die seit 1989 durch die ICEJ unterstützt wurden.
2008 rief der Verein ihre Unterstützer zu Spenden auf und finanzierte in der von Mörsergranaten bedrohten Stadt Sderot sechs Luftschutzbunker. Bis September wurden 55000 Christen mobilisiert, die eine Petition der ICEJ an UNO-Generalsekretär Ban Ki-moon unterzeichneten, die eine Anklage gegen den iranischen Präsidenten Mahmud Ahmadinedschad wegen Anstiftung zum Völkermord forderte. Mit 8.000 Christen aus 100 Ländern erreichte das von der ICEJ organisierte Laubhüttenfest einen Teilnehmerrekord.
Seit 2010 werden 80 Überlebende des Holocaust im Rahmen eines Wohnbauprojekts in Haifa angesiedelt. 2012 wurden nach langjähriger Vorbereitung 54 Einwanderer aus Indien unterstützt und die Entwicklung des Wohnprojekts in Haifa fortgeführt.

## Leitungsgremium
Geschäftsführender Direktor des Gesamtvereins in Jerusalem und Vorsitzender des deutschen Vereins ist Jürgen Bühler, der 1999 zur ICEJ kam und Gründungsmitglied des „Christlichen Forums für Israel“ ist und heute mit seiner Frau und vier Kindern in Jerusalem lebt. Leiter der internationalen Arbeit ist Pastor Juha Ketola, Sprecher ist Pastor Malcolm Hedding. Leiter der Medien- und Öffentlichkeitsarbeit ist David Parsons.

## Medien des ICEJ
Die Organisation tritt mit verschiedenen Medien an die Öffentlichkeit, die alle auf der Homepage bestellbar oder abrufbar sind. Die Homepage ist multilingual und unter verschiedenen länderregionalen Adressen abrufbar.
- ICEJ-Nachrichten – ein kostenloser E-Mail-Nachrichtendienst (deutsch, englisch)
- Front Page Jerusalem – ein wöchentliches Radioprogramm (englisch)
- Wort aus Jerusalem – die zweimonatlich erscheinende ICEJ-Zeitschrift (zuzüglich Sonderausgaben; deutsch, englisch u. a.)
- Grafted-Newsletter für junge Erwachsene
- Faszination Israel Fernsehsendung, die in Bibel TV ausgestrahlt wird

## Internationale Zweige
Der Verein ist in über 60 Ländern vertreten, in einigen mit regionalen Vereinen. Darunter befinden sich:
- International Christian Embassy Jerusalem
- ICEJ – Deutscher Zweig (Verein) mit Sitz in Stuttgart, Vorsitzender ist Gottfried Bühler
- Österreichischer Zweig mit Sitz in Linz
- Schweizer Zweigstelle mit Sitz in Reitnau

## Auszeichnungen
- April 1991: Knesset's Quality of Life Award[8]
- Dezember 1991: Louis D. Brandeis Award der Zionist Organization of America für das Engagement und Dienst an Israel, dem jüdische Volk und seine Gemeinschaft.[8]